# Bebearia brunhilda
Bebearia brunhilda är en fjärilsart som beskrevs av Kirby 1889. Bebearia brunhilda ingår i släktet Bebearia och familjen praktfjärilar. Inga underarter finns listade i Catalogue of Life.